# Sylvie Daníčková
Sylvie Daníčková, uměleckým jménem také Sylva Daníčková (* 10. dubna 1935 Mladá Boleslav), je česká herečka, konferenciérka, redaktorka a překladatelka. Známá je především v souvislosti se světovou výstavou EXPO 58 v Bruselu, kde uváděla pořady souboru Laterna magika.
V českém filmu si zahrála několikrát, většinou se jednalo jen o drobnější či epizodní role, mezi její nejznámější role patří role slečny Barbory Jandové ve filmu Florenc 13,30 režiséra Josefa Macha z roku 1957.
Její rodina pochází z Dolního Bousova. Jejím partnerem a přítelem byl od roku 1958 až do své smrti v roce 1969 český klavírista, malíř a hudební skladatel Jiří Šlitr.

## Dílo
- Modřinky, pojďte k nám!  Praha, Státní nakladatelství dětské knihy, 1962
- Opeřeného hada viděti..., Praha: Olympia, 1974
- Skrytá poselství vědy: rozhovory s vědci, Praha: Academia, 2009[9]

### Překlady
- z němčiny: Křišťálový serail: u nočních ohňů karavan / Elsa Sophia von Kamphoevener, Praha: Vyšehrad, 2002
- z angličtiny: Nikdo není daleko / Richard Bach, Praha: Supraphon, 1988
- z francouzštiny: O lásce / Stendhal, Praha: Supraphon, 1984